# هال رايس
هال رايس (بالإنجليزية: Hal Rice) هو لاعب كرة قاعدة أمريكي، ولد في 11 فبراير 1924 في مقاطعة فاييت في الولايات المتحدة، وتوفي في 22 ديسمبر 1997 في بلومنغتون في الولايات المتحدة.

## وصلات خارجية
- هال رايس على موقعبيزبول رفرنس.كوم (الدوري الرئيسي) (الإنجليزية)
- هال رايس على موقعبيزبول رفرنس.كوم (الدوري الثانوي) (الإنجليزية)